# Coupe de Belgique féminine de football 2021-2022
Navigation
Édition précédente Édition suivante
La Coupe de Belgique féminine de football 2021-2022 est la 45e édition de la compétition. Le KAA Gand remet son titre en jeu. 

## Calendrier
| Tour | Nom                 | Dates retenues |
| ---- | ------------------- | -------------- |
|      | Tour préliminaire   |                |
|      | 1er tour            |                |
|      | 2e tour             |                |
|      | 3e tour             |                |
|      | Huitièmes de finale |                |
|      | Quarts de finale    |                |
|      | Demi-finales        |                |
|      | Finale              |                |

## 1ertour
Le 1er tour se joue le 14 août 2021. Les matchs se jouent en une manche. Se qualifient pour le tour suivant : Club Bruges B, Eendracht Mazenzele, Loyers, AA Gand Ladies B, Eendracht Louwel, Sottegem, Sibret, Westerlo, Mechelen B, Bredene, KSK Heist, Bosdam Beveren, Olsa Brakel, Svelta Melsele, Irlande-Auderghem, Aywaille, Alken, Kester-Gooik, Egem Pittem, Vosselaar, Eendracht Wervik, Pays Vert Ostiches, Standard de Liège C, SV Zulte Waregem B, Maria-ter-Heide, Wolvertem, Olympic Charleroi, FCF White Star Woluwé B.

## 2etour
Le 2e tour se joue le 21 août 2021. Les matchs se jouent en une manche. Se qualifient pour le tour suivant : Standard de Liège B, Ladies Genk B, SV Zulte Waregem B, RFC Liège, Royal Mons 44, Irlande-Auderghem, AA Gand Ladies B, Kontich, Vosselaar, Maria-ter-Heide, Standard de Liège C, Zwevezele, K Wuustwezel FC, Sibret, OHL, ASE de Chastre, Famkes Merkem, Mechelen, DVC Eva's Tirlemont, Wolvertem, AA Gand Ladies C.

## 3etour
Le 3e tour se joue le 25 septembre 2021. Les matchs se jouent en une manche. Se qualifient pour les huitièmes de finale : Ladies Genk, SV Zulte Waregem, Mechelen, Standard de Liège C, Ladies Genk B, Standard de Liège B, Standard de Liège, AA Gand Ladies, AA Gand Ladies B, Club YLA, RFC Liège, DVC Eva's Tirlemont, Wolvertem, ASE de Chastre, RSC Anderlecht, OHL.

## Huitièmes  de finale
Les huitièmes de finale se jouent le 30 octobre 2021. Les matchs se jouent en une manche.
| Équipe 1         | Score | Équipe 2            |
| Ladies Genk      | 7 - 0 | RFC Liège           |
| Club YLA         | 5 - 1 | Ladies Genk B       |
| OHL              | 3 - 1 | Standard de Liège B |
| SV Zulte Waregem | 2 - 0 | DVC Eva's Tirlemont |
| ASE de Chastre   | 2 - 0 | Wolvertem           |
| AA Gand Ladies B | 2 - 0 | Standard de Liège C |
| KV Malines       | 0 - 5 | Standard de Liège   |
| AA Gand Ladies   | 0 - 5 | RSC Anderlecht      |

## Quarts de finale
Les quarts de finale se jouent les 4 et 5 décembre 2021. Les matchs se jouent en une manche.
| Équipe 1         | Score | Équipe 2          |
| AA Gand Ladies B | 3 - 0 | ASE de Chastre    |
| SV Zulte Waregem | 1 - 3 | RSC Anderlecht    |
| Ladies Genk      | 1 - 2 | Club YLA          |
| OHL              | 1 - 2 | Standard de Liège |

## Demi-finales
Les demi-finales se jouent le 15 janvier 2022. Les matchs se jouent en une manche.
| Équipe 1         | Score | Équipe 2          |
| RSC Anderlecht   | 4-0   | Club YLA          |
| AA Gand Ladies B | 0-8   | Standard de Liège |

## Finale
La finale est programmée le 14 mai 2022 à 18h00 à Malines. Le match se joue en une manche.
| Équipe 1       | Score | Équipe 2          |
| RSC Anderlecht | 3-0   | Standard de Liège |